# Mînkivți, Skvîra
Mînkivți (în ucraineană Миньківці) este un sat în comuna Mali Lîsivți din raionul Skvîra, regiunea Kiev, Ucraina.

## Demografie
Componența lingvistică a localității Mînkivți
     Ucraineană (97,76%)
     Rusă (1,89%)
Conform recensământului din 2001, majoritatea populației localității Mînkivți era vorbitoare de ucraineană (97,76%), existând în minoritate și vorbitori de rusă (1,89%).